# Diocèse de San Isidro
Ne doit pas être confondu avec Diocèse de San Isidro de El General.
Le diocèse de San Isidro (en latin : Dioecesis Sancti Isidori in Argentina ; en espagnol : Diócesis de San Isidro) est un diocèse de l'Église catholique en Argentine, suffragant de l'archidiocèse de Buenos Aires.

## Territoire
Il comprend quatre arrondissements de la province de Buenos Aires : San Fernando, San Isidro, Tigre et Vicente López ainsi qu'une partie des îles du Delta du Paraná ce qui correspond à un territoire d'une superficie de 1 379 km2 divisé en 67 paroisses. Le siège épiscopal est dans la ville de San Isidro où se trouve la cathédrale Saint-Isidore-le-Laboureur.

## Historique
Le diocèse est érigé le 11 février 1957 par la constitution apostolique Quandoquidem adoranda du pape Pie XII en prenant sur le territoire de l'archidiocèse de La Plata et du diocèse de San Nicolás de los Arroyos.
Par la lettre apostolique Plantaria novella du 2 mai 1959, le pape Jean XXIII décrète que saint Isidore le Laboureur  est le saint patron principal du diocèse.
Il cède une partie de son territoire le 10 avril 1961 pour l'érection du diocèse de San Martínet le 27 mars 1976 pour la création du diocèse de Zárate-Campana.

## Évêques
- Antonio María Aguirre (13 mars 1957 - 13 mai 1985)
- Alcides Jorge Pedro Casaretto (13 mai 1985 - 30 décembre 2011)
- Oscar Vicente Ojea Quintana (30 décembre 2011 - 30 décembre 2024)
- Guillermo Caride, depuis le 30 décembre 2024